# 厄申巴赫
厄申巴赫是瑞士的城鎮，位於該國中西部，由伯恩州負責管轄，面積3.9平方公里，海拔高度650米，2011年人口240，九成人口信奉基督教，人口密度每平方公里62人。